# Electrostrymon endymion
Electrostrymon endymion is een vlinder uit de familie van de Lycaenidae. De wetenschappelijke naam van de soort werd als Papilio endymion in 1775 gepubliceerd door Johann Christian Fabricius.

## Synoniemen
- Hesperia xenophon Fabricius, 1793